# Eleccions municipals al País Valencià de 2019
Les eleccions municipals de l'any 2019 al País Valencià són els comicis celebrats el 26 de maig de 2019 per a l'elecció de la configuració dels diferents ajuntaments i indirectament de les tres diputacions provincials que configuren el País Valencià.
La convocatòria de les eleccions municipals es va fer l'1 d'abril i coincidiren amb les eleccions al Parlament Europeu de 2019.
5.725 escons o regidories als ajuntaments i 89 diputades i diputats provincials s'elegiren a les eleccions.

## Resultats

### Província d'Alacant
| Número de representants per comarca (files) i formacions polítiques (columnes) |           |                                           |                                     |                    |              |     |                                 |                          |    |    |                                        |        |       |
| Comarca                                                                        | PSPV-PSOE | Partit Popular de la Comunitat Valenciana | Ciutadans - Partit de la Ciutadania | Coalició Compromís | Unides Podem | VOX | Esquerra Unida: Seguim Endavant | Contigo Somos Democracia | AE | PL | Esquerra Republicana del País Valencià | Altres | Total |
| L'Alacantí                                                                     | 53        | 53                                        | 24                                  | 17                 | 7            | 7   | 3                               | 0                        | -  | 0  | 1                                      | 1      | 166   |
| L'Alcoià                                                                       | 40        | 35                                        | 10                                  | 13                 | 3            | 1   | 2                               | 0                        | 1  | 1  | -                                      | 0      | 106   |
| L'Alt Vinalopó                                                                 | 22        | 38                                        | 2                                   | 12                 | 0            | 0   | 0                               | -                        | 4  | -  | 1                                      | 0      | 79    |
| El Baix Segura                                                                 | 145       | 150                                       | 40                                  | 7                  | 5            | 4   | 8                               | 1                        | 1  | 8  | -                                      | 4      | 373   |
| El Baix Vinalopó                                                               | 22        | 26                                        | 6                                   | 8                  | 0            | 5   | 2                               | 0                        | 0  | 0  | -                                      | 0      | 69    |
| El Comtat                                                                      | 51        | 58                                        | 3                                   | 25                 | 1            | -   | 2                               | -                        | 11 | 1  | -                                      | -      | 154   |
| La Marina Alta                                                                 | 89        | 103                                       | 9                                   | 80                 | 0            | 0   | 0                               | -                        | -  | 51 | 0                                      | 13     | 345   |
| La Marina Baixa                                                                | 73        | 86                                        | 17                                  | 16                 | 1            | 0   | 0                               | 0                        | 5  | 8  | -                                      | 0      | 206   |
| El Vinalopó Mitjà                                                              | 77        | 49                                        | 16                                  | 3                  | 0            | 2   | 20                              | 0                        | -  | 3  | -                                      | 1      | 171   |
| Total                                                                          | 572       | 598                                       | 127                                 | 180                | 17           | 19  | 35                              | 1                        | 22 | 72 | 2                                      | 19     | 1.664 |
| Font: Portal d'Informació ARGOS                                                |           |                                           |                                     |                    |              |     |                                 |                          |    |    |                                        |        |       |

1. ↑  Agrupació d'electors
2. ↑  Partits locals
3. ↑  Corresponent a Renovació Democràtica Centrista Valenciana
4. ↑  Correspon a Som Ibi
5. ↑  Corresponen a: Sueña Torrevieja (1), Alternativa por Catral (4) i Partido demócrata de Rojales (3)
6. ↑  Que corresponen a Partido Independiente por las Nacionalidades (3) i Avant Adelante Los Verdes (1)
7. ↑  Correspon a Tots per L'Orxa
8. ↑  Corresponen a: Federación de Partidos Locales de la Comunitat Valenciana (13), Reiniciem Benissa (5), Ciudadanos por Javea (2), Més Benitatxell (6), Defendamos Calpe (2), Junts x Parcent (5), Ciutadans de Pego (1), Gent per la Vall (5), Ciudadanos de Benissa Grup Independents Cibe (1), Units per Benimeli (7) i Iniciativa per L'Atzúbia i Forna (4)
9. ↑  Corresponen a: Renovació Democràtica Centrista Valenciana (5), Candidatura d'Unitat Popular - Alternativa Municipalista (2), Independientes de la Marina Alta (1), Gent per Al Canvi (4) i Som Valencians en Moviment' (1)
10. ↑  Corresponen a: Gent per la Vila-Ciutadans (1), Altea amb Trellat (1), Federación de Partidos Locales de la Comunitat Valenciana (5) i Alternativa Independents per Polop (1)
11. ↑  Corresponen a Veïns de Monòver
12. ↑  Correspon a Coalición de Centro Democrático

#### Diputació d'Alacant
L'elecció de les diputades i diputats provincials és amb un sistema indirecte basat amb el número de vots obtesos per les formacions polítiques a la província prenent com a circumscripció els partit judicial. Les persones que cada partit selecciona per a ser membres de la Diputació provincial necessàriament han de ser regidores d'algun dels municipis integrants del partit judicial.
| Distribució de representants per Partit Judicial (files) i formacions polítiques (columnes) |    |    |                                     |                    |       |
| Partit Judicial                                                                             |    |    | Ciutadans - Partit de la Ciutadania | Coalició Compromís | Total |
| Alacant                                                                                     | 3  | 3  | 2                                   | -                  | 8     |
| Alcoi                                                                                       | 1  | 1  | -                                   | -                  | 2     |
| Dénia                                                                                       | 1  | 1  | -                                   | 1                  | 3     |
| Elda                                                                                        | 2  | 1  | -                                   | -                  | 3     |
| Elx                                                                                         | 3  | 3  | -                                   | -                  | 6     |
| Oriola                                                                                      | 2  | 3  | -                                   | -                  | 5     |
| La Vila Joiosa                                                                              | 1  | 2  | -                                   | -                  | 3     |
| Villena                                                                                     | 1  | -  | -                                   | -                  | 1     |
| Total                                                                                       | 14 | 14 | 2                                   | 1                  | 31    |
| Font:Diputació d'Alacant                                                                    |    |    |                                     |                    |       |

#### Capitals i capçaleres comarcals
|                                      | PSPV-PSOE | Partit Popular de la Comunitat Valenciana | Ciutadans - Partit de la Ciutadania | Coalició Compromís | Unides Podem | VOX | Esquerra Unida: Seguim Endavant | Altres | Alcalde electe                |
| ------------------------------------ | --------- | ----------------------------------------- | ----------------------------------- | ------------------ | ------------ | --- | ------------------------------- | ------ | ----------------------------- |
| Alacant (l'Alacantí)                 | 9         | 9                                         | 5                                   | 2                  | 2            | 2   | -                               | 0      | Luis José Barcala Sierra      |
| Elx (el Baix Vinalopó)               | 12        | 9                                         | 2                                   | 2                  | 0            | 2   | -                               | 0      | Carlos González Serna         |
| Torrevella (el Baix Segura)          | 5         | 14                                        | 1                                   | 3                  | -            | 1   | 0                               | 1      | Eduardo Dolón Sánchez         |
| Oriola (el Baix Segura)              | 6         | 9                                         | 5                                   | 0                  | 3            | 2   | -                               | 0      | Emilio Bascuñana Galiano      |
| Benidorm (la Marina Baixa)           | 10        | 13                                        | 2                                   | 0                  | 0            | 0   | -                               | 0      | Antonio Pérez Pérez           |
| Alcoi (l'Alcoià)                     | 12        | 4                                         | 2                                   | 2                  | 2            | 1   | 2                               | 0      | Antonio Francés Pérez         |
| Sant Vicent del Raspeig (l'Alacantí) | 10        | 4                                         | 5                                   | 1                  | 1            | 2   | 2                               | 0      | Jesús Villar Notario          |
| Elda (Vinalopó Mitjà)                | 13        | 5                                         | 5                                   | 0                  | -            | 1   | 1                               | 0      | Rubén Alfaro Bernabé          |
| Dénia (la Marina Alta)               | 12        | 3                                         | 2                                   | 3                  | 0            | 0   | 0                               | 1      | Vicent Grimalt Boronat        |
| la Vila Joiosa (la Marina Baixa)     | 8         | 6                                         | 4                                   | 2                  | 0            | 0   | 0                               | 1      | Andreu Verdú Reos             |
| Villena (l'Alt Vinalopó)             | 7         | 7                                         | 2                                   | 5                  | 0            | 0   | 0                               | -      | Fulgencio José Cerdán Barceló |
| Cocentaina (el Comtat)               | 8         | 3                                         | 2                                   | 3                  | 1            | -   | -                               | -      | Mireia Estepa Olcina          |

### Província de Castelló
| Número de representants per comarca (files) i formacions polítiques (columnes) |           |                                           |                    |                                     |              |     |                                 |    |    |       |
| Comarca                                                                        | PSPV-PSOE | Partit Popular de la Comunitat Valenciana | Coalició Compromís | Ciutadans - Partit de la Ciutadania | Unides Podem | VOX | Esquerra Unida: Seguim Endavant | AE | PL | Total |
| L'Alcalatén                                                                    | 27        | 35                                        | 11                 | 0                                   | -            | -   | -                               | -  | 0  | 73    |
| L'Alt Maestrat                                                                 | 26        | 34                                        | 5                  | 0                                   | -            | -   | -                               | -  | -  | 65    |
| L'Alt Millars                                                                  | 25        | 62                                        | 5                  | 1                                   | -            | 0   | -                               | 4  | 3  | 100   |
| L'Alt Palància                                                                 | 74        | 90                                        | 1                  | 2                                   | -            | -   | 2                               | -  | 9  | 178   |
| Baix Maestrat                                                                  | 76        | 69                                        | 9                  | 6                                   | 3            | -   | 0                               | 0  | 3  | 166   |
| La Plana Alta                                                                  | 70        | 71                                        | 23                 | 15                                  | 3            | 2   | -                               | 7  | 8  | 199   |
| La Plana Baixa                                                                 | 99        | 80                                        | 30                 | 8                                   | 3            | 4   | 4                               | -  | 12 | 240   |
| Els Ports                                                                      | 30        | 19                                        | 0                  | 1                                   | -            | -   | -                               | 11 | 5  | 96    |
| Total                                                                          | 427       | 460                                       | 84                 | 33                                  | 9            | 6   | 6                               | 22 | 40 | 1.087 |
| Font: Portal d'Informació ARGOS                                                |           |                                           |                    |                                     |              |     |                                 |    |    |       |

1. ↑  Agrupació d'electors
2. ↑  Partits locals
3. ↑  Corresponen a: Vecinos de Cortes y San Vicente (2) i Adelante Villamalur (1)
4. ↑  Corresponen a: Segorbe Participa (2), Alternativa por Navajas (4) i Amigos de Benafer (3)
5. ↑  Correspon a Partit de Vinaròs Independent
6. ↑  Corresponen a: Més per Les Coves de Vinromà (6) i Veïns de Borriol (2)
7. ↑  Corresponen a: Centrats en Nules (6), Independents per la Vilavella (2), VA, la veu d'Artana (2), Per la unió de la Llosa (1) i Junts per Ribesalbes (1)
8. ↑  Corresponen a: Union por Todolella (3) i Viu Villores (2)

#### Diputació de Castelló
| Distribució de representants per Partit Judicial (files) i formacions polítiques (columnes) |    |    |                    |                                     |       |
| Partit Judicial                                                                             |    |    | Coalició Compromís | Ciutadans - Partit de la Ciutadania | Total |
| Albocàsser                                                                                  | -  | 1  | -                  | -                                   | 1     |
| Castelló de la Plana                                                                        | 5  | 4  | 2                  | 2                                   | 13    |
| Llucena                                                                                     | 1  | -  | -                  | -                                   | 1     |
| Morella                                                                                     | 1  | -  | -                  | -                                   | 1     |
| Nules                                                                                       | 3  | 2  | -                  | -                                   | 5     |
| Sant Mateu                                                                                  | -  | 1  | -                  | -                                   | 1     |
| Sogorb                                                                                      | -  | 1  | -                  | -                                   | 1     |
| Vinaròs                                                                                     | 2  | 1  | -                  | -                                   | 3     |
| Viver                                                                                       | -  | 1  | -                  | -                                   | 1     |
| Total                                                                                       | 12 | 11 | 2                  | 2                                   | 27    |
| Font:Diputació de Castelló                                                                  |    |    |                    |                                     |       |

#### Capitals i capçaleres comarcals
|                                      | PSPV-PSOE | Partit Popular de la Comunitat Valenciana | Coalició Compromís | Ciutadans - Partit de la Ciutadania | Unides Podem | VOX | Esquerra Unida: Seguim Endavant | Altres | Alcalde electe             |
| ------------------------------------ | --------- | ----------------------------------------- | ------------------ | ----------------------------------- | ------------ | --- | ------------------------------- | ------ | -------------------------- |
| Castelló de la Plana (la Plana Alta) | 10        | 7                                         | 3                  | 4                                   | 2            | 1   | -                               | 0      | Amparo Marco Gual          |
| Vila-real (la Plana Baixa)           | 13        | 5                                         | 3                  | 2                                   | 1            | 1   | -                               | 0      | José Benlloch Fernández    |
| Borriana (la Plana Baixa)            | 10        | 6                                         | 2                  | 1                                   | 0            | 2   | 0                               | 0      | Maria Josep Safont Melchor |
| la Vall d'Uixó (la Plana Baixa)      | 9         | 5                                         | 1                  | 2                                   | 0            | 1   | 3                               | 0      | Tania Baños Martos         |
| Vinaròs (el Baix Maestrat)           | 7         | 6                                         | 1                  | 1                                   | -            | -   | 0                               | 6      | Guillem Alsina Gilabert    |
| l'Alcora (l'Alcalatén)               | 9         | 5                                         | 3                  | 0                                   | -            | -   | -                               | -      | Samuel Falomir Sancho      |
| Sogorb (l'Alt Palància)              | 4         | 7                                         | 0                  | 1                                   | -            | -   | 0                               | 1      | Carmen Climent García      |
| Morella (els Ports)                  | 9         | 2                                         | 0                  | 0                                   | -            | -   | -                               | -      | Rhamsés Ripollés Puig      |
| Albocàsser (l'Alt Maestrat)          | 4         | 3                                         | 2                  | -                                   | -            | -   | -                               | -      | Isabel Albalat Celades     |
| Cirat (l'Alt Millars)                | 4         | 1                                         | -                  | 0                                   | -            | -   | -                               | -      | Rafael Matoses Fortea      |

### Província de València
| Número de representants per comarca (files) i formacions polítiques (columnes) |           |                                           |                    |                                     |     |              |                                 |    |   |                          |                                        |    |     |        |       |
| Comarca                                                                        | PSPV-PSOE | Partit Popular de la Comunitat Valenciana | Coalició Compromís | Ciutadans - Partit de la Ciutadania | VOX | Unides Podem | Esquerra Unida: Seguim Endavant |    |   | Contigo Somos Democracia | Esquerra Republicana del País Valencià | AE | PL  | Altres | Total |
| El Camp de Morvedre                                                            | 64        | 33                                        | 31                 | 4                                   | 1   | 0            | 6                               | -  | - | -                        | 0                                      | 2  | 13  | 0      | 154   |
| El Camp de Túria                                                               | 71        | 65                                        | 37                 | 20                                  | 4   | 4            | 1                               | -  | 0 | 6                        | -                                      | 5  | 11  | 0      | 224   |
| La Canal de Navarrés                                                           | 40        | 29                                        | -                  | -                                   | -   | -            | 0                               | -  | - | -                        | -                                      | -  | 1   | 4      | 74    |
| La Costera                                                                     | 75        | 53                                        | 21                 | 14                                  | 0   | -            | 10                              | -  | - | -                        | 1                                      | 5  | 6   | -      | 185   |
| La Foia de Bunyol                                                              | 33        | 36                                        | 6                  | 4                                   | -   | 1            | 9                               | -  | 2 | 0                        | -                                      | 1  | 7   | 0      | 99    |
| L'Horta Nord                                                                   | 119       | 78                                        | 57                 | 31                                  | 8   | 7            | 2                               | -  | 0 | 0                        | 0                                      | -  | 5   | 1      | 601   |
| L'Horta Oest                                                                   | 100       | 40                                        | 22                 | 20                                  | 6   | 5            | 0                               | -  | 0 | 0                        | -                                      | -  | 0   | 0      | 193   |
| L'Horta Sud                                                                    | 79        | 80                                        | 31                 | 13                                  | 1   | 3            | 3                               | -  | 0 | 0                        | -                                      | -  | 0   | 2      | 212   |
| La Plana d'Utiel                                                               | 38        | 34                                        | -                  | 6                                   | 0   | 2            | 4                               | -  | - | -                        | -                                      | -  | 4   | 5      | 93    |
| El Racó d'Ademús                                                               | 15        | 22                                        | 0                  | -                                   | -   | -            | -                               | -  | - | -                        | -                                      | -  | 1   | -      | 38    |
| La Ribera Alta                                                                 | 149       | 115                                       | 72                 | 14                                  | 2   | 3            | 3                               | -  | 1 | -                        | 4                                      | 12 | 36  | 0      | 411   |
| La Ribera Baixa                                                                | 52        | 27                                        | 31                 | 4                                   | -   | 1            | 22                              | -  | 0 | -                        | -                                      | -  | 7   | 0      | 144   |
| La Safor                                                                       | 103       | 84                                        | 93                 | 10                                  | 0   | 0            | 5                               | -  | - | -                        | 1                                      | -  | 27  | 2      | 325   |
| Els Serrans                                                                    | 55        | 63                                        | 2                  | 0                                   | -   | -            | 8                               | -  | - | -                        | -                                      | 1  | 11  | 1      | 141   |
| València                                                                       | 7         | 8                                         | 10                 | 6                                   | 2   | 0            | -                               | -  | 0 | 0                        | 0                                      | -  | -   | 0      | 33    |
| La Vall d'Albaida                                                              | 67        | 104                                       | 62                 | 1                                   | -   | 0            | 6                               | 28 | - | -                        | -                                      | -  | 16  | 0      | 284   |
| La Vall de Cofrents                                                            | 20        | 24                                        | 2                  | 7                                   | -   | 0            | -                               | -  | - | -                        | -                                      | 2  | 2   | -      | 57    |
| Total                                                                          | 1.087     | 895                                       | 477                | 154                                 | 24  | 26           | 79                              | 28 | 3 | 6                        | 6                                      | 28 | 146 | 15     | 2.974 |
| Font: Portal d'Informació ARGOS                                                |           |                                           |                    |                                     |     |              |                                 |    |   |                          |                                        |    |     |        |       |

1. ↑  Agrupació d'electors
2. ↑  Partits locals
3. ↑  Corresponen a: Iniciativa Porteña (5), Algimia en Moviment (5), Todo por Torres Torres (2) i Tots per Petrés (1)
4. ↑  Corresponen a: Coalicion Electoral de Partidos Más Camarena-Torre en Conill (4), Unión Popular de Nàquera (4), Ciudadanos de Urbanizaciones la Pobla de Vallbona (1) i Millorem Benaguasil (2)
5. ↑  Correspon a Plataforma Civil Enguerina
6. ↑  Corresponen a Unión de Ciudadanos Independientes
7. ↑  Corresponen a: Canals en Moviment (2), L'Alternativa pel Poble de Fenollet (3) i Per La Font (1)
8. ↑  Corresponen a: Vecinos Independientes de Chiva (2), Izquierda Alternativa de Buñol (2), Plataforma de Urbanizaciones de Godelleta (1) i Más Macastre (2)
9. ↑  Corresponen a: Veins per Massamagrell (1), Partido de las Urbanizaciones de Puçol (1), Más Foios (2) i Units per Almassera (1)
10. ↑  Correspon a Demòcrates Valencians
11. ↑  Corresponen a Avant Adelante Los Verdes
12. ↑  Corresponen a: Partido de Requena y Aldeas (1), Somos Villargordo (2) i Vecinos por Sinarcas (1)
13. ↑  Corresponen a En Positivo
14. ↑  Corresponen a Unión por Casas Bajas
15. ↑  Corresponen a: Ciutadans per Alberic (11), Socialistes d'Alginet (7), Units per Carcaixent (4), Independents per Catadau (4), Gent per Benifayo (1), Independents por Llombai (2), Gent de Montroi (2), Gent per Carcer (2), Independents per Montroy (1), Tots Som Montroi (1) i Aportem Beneixida (1)
16. ↑  Corresponen a: Grup Independent de Sueca Perelló i Mareny (2) i Units per Benicull (5)
17. ↑  Corresponen a: Projecte Oliva (6), Units per Almoines (9), Independents per Piles (5) i Gent d'Ador (7)
18. ↑  Corresponen a Fer Poble
19. ↑  Corresponen a: Entre todos Tuéjar (6) i Juntos por Losa (5)
20. ↑  Corresponen a Unión de Ciudadanos Independientes
21. ↑  Corresponen a: Units per Agullent (5), X Montitxelvo (5), Benicolet Suma (2) i Units Som Terrateig (4)
22. ↑  Corresponen a Vecinos por Ayora

#### Diputació de València
| Distribució de representants per Partit Judicial (files) i formacions polítiques (columnes) |    |   |                    |                                     |     |   |       |
| Partit Judicial                                                                             |    |   | Coalició Compromís | Ciutadans - Partit de la Ciutadania | VOX |   | Total |
| Alzira                                                                                      | 1  | - | 1                  | -                                   | -   | - | 2     |
| Gandia                                                                                      | 1  | 1 | -                  | -                                   | -   | - | 2     |
| Xàtiva                                                                                      | 1  | 1 | -                  | -                                   | -   | - | 2     |
| Llíria                                                                                      | 1  | 1 | -                  | -                                   | -   | - | 2     |
| Ontinyent                                                                                   | -  | - | -                  | -                                   | -   | 1 | 1     |
| Requena                                                                                     | 1  | - | -                  | -                                   | -   | - | 1     |
| Sagunt                                                                                      | 1  | 1 | -                  | -                                   | -   | - | 2     |
| Sueca                                                                                       | 1  | - | -                  | -                                   | -   | - | 1     |
| València                                                                                    | 6  | 4 | 4                  | 3                                   | 1   | - | 18    |
| Total                                                                                       | 13 | 8 | 5                  | 3                                   | 1   | 1 | 31    |
| Font:Diputació de València                                                                  |    |   |                    |                                     |     |   |       |

#### Capitals i capçaleres comarcals
|                                | PSPV-PSOE | Partit Popular de la Comunitat Valenciana | Coalició Compromís | Ciutadans - Partit de la Ciutadania | Unides Podem | VOX | Esquerra Unida: Seguim Endavant | Altres | Alcalde electe             |
| ------------------------------ | --------- | ----------------------------------------- | ------------------ | ----------------------------------- | ------------ | --- | ------------------------------- | ------ | -------------------------- |
| València                       | 7         | 8                                         | 10                 | 6                                   | 0            | 2   | -                               | 0      | Joan Ribó i Canut          |
| Torrent (l'Horta Oest)         | 11        | 8                                         | 2                  | 2                                   | 0            | 2   | 0                               | 0      | Juan Jesús Ros Piles       |
| Gandia (la Safor)              | 11        | 9                                         | 4                  | 1                                   | 0            | 0   | -                               | 0      | Diana Morant Ripoll        |
| Paterna (l'Horta Oest)         | 13        | 4                                         | 3                  | 3                                   | 0            | 2   | 0                               | 0      | Juan Antonio Sagredo Marco |
| Sagunt (el Camp de Morvedre)   | 7         | 3                                         | 5                  | 2                                   | 0            | 1   | 2                               | 5      | Darío Moreno Lerga         |
| Alzira (la Ribera Alta)        | 3         | 6                                         | 9                  | 2                                   | 0            | 1   | 0                               | 0      | Diego Gómez García         |
| Burjassot (l'Horta Nord)       | 12        | 3                                         | 2                  | 2                                   | 1            | 1   | 0                               | 0      | Rafael García García       |
| Ontinyent (la Vall d'Albaida)  | 0         | 2                                         | 2                  | 0                                   | 0            | -   | -                               | 17     | Jorge Rodríguez Gramage    |
| Xàtiva (la Costera)            | 10        | 4                                         | 0                  | 2                                   | -            | 0   | 5                               | 0      | Roger Cerdà i Boluda       |
| Catarroja (l'Horta Sud)        | 6         | 4                                         | 7                  | 3                                   | 0            | -   | 1                               | 0      | Jesús Monzó i Cubillos     |
| Sueca (la Ribera Baixa)        | 6         | 3                                         | 8                  | 2                                   | -            | -   | 0                               | 2      | Dimas Vázquez España       |
| Llíria (el Camp de Túria)      | 6         | 9                                         | 5                  | 1                                   | 0            | -   | 0                               | 0      | Manuel Civera Salvador     |
| Requena (la Plana d'Utiel)     | 13        | 5                                         | -                  | 1                                   | 1            | 0   | 0                               | 1      | Mario Sánchez González     |
| Xiva (la Foia de Bunyol)       | 1         | 4                                         | 5                  | 1                                   | -            | -   | 2                               | 3      | Emilio Morales Gaitán      |
| Aiora (la Vall de Cofrents)    | 4         | 7                                         | -                  | 0                                   | 0            | -   | -                               | 2      | José Vicente Anaya Roig    |
| Énguera (la Canal de Navarrés) | 5         | 5                                         | -                  | -                                   | -            | -   | -                               | 1      | Matilde Marín Polop        |
| Xelva (els Serrans)            | 2         | 1                                         | -                  | -                                   | -            | -   | 6                               | -      | David Cañigueral Belmonte  |
| Ademús (el Racó d'Ademús)      | 3         | 6                                         | 0                  | -                                   | -            | -   | -                               | -      | Ángel Andrés González      |